# Majid Khan (Squashspieler)
Majid Khan (* 1983 oder 1984 in Peschawar) ist ein ehemaliger pakistanischer Squashspieler.

## Karriere
Majid Khan spielte von 2000 bis 2008 auf der PSA World Tour und gewann auf dieser einen Titel. Seine höchste Platzierung in der Weltrangliste erreichte er mit Rang 46 im Juli 2004. Mit der pakistanischen Nationalmannschaft nahm er 2003 an der Weltmeisterschaft teil und wurde mit dieser 2004 Asienmeister. In den Jahren 2004, 2006 und 2008 erreichte er bei den Asienmeisterschaften im Einzel jeweils das Viertelfinale.

## Erfolge
- Asienmeister mit der Mannschaft: 2004
- Gewonnene PSA-Titel: 1